# 1000 Miles of Sebring 2023

Tor Sebring International Raceway

1000 Miles of Sebring 2023 – długodystansowy wyścig samochodowy, który odbył się 17 marca 2023 roku. Był on pierwszą rundą sezonu 2023 serii FIA World Endurance Championship.

## Uczestnicy
Wyścig ten był debiutem dla Ferrari 499P i Vanwall Vandervell 680. Cadillac V-Series.R i Porsche 963 tym wyścigiem zadebiutowały w World Endurance Championship. Lista startowa została opublikowana 1 marca i zawierała ona 37 zgłoszeń – 11 w klasie Hypercar, 12 w klasie LMP2 i 14 w klasie LMGTE Am. Hertz Team Jota nie wystawił auta w klasie Hypercar z powodu oczekiwania na dostawę Porsche 963. Zamiast tego zespół ten wystawił auto w kategorii LMP2.
Z powodu wypadku w drugiej sesji treningowej załoga #88 Proton Competition wycofała się z udziału w wyścigu.

## Harmonogram
| Dzień              | Godzina | Sesja                           | Długość               |
| ------------------ | ------- | ------------------------------- | --------------------- |
| Środa, 15 marca    | 10:55   | Pierwsza sesja treningowa       | 60 minut              |
| Środa, 15 marca    | 16:35   | Druga sesja treningowa          | 60 minut              |
| Czwartek, 16 marca | 11:55   | Trzecia sesja treningowa        | 60 minut              |
| Czwartek, 16 marca | 18:30   | Sesja kwalifikacyjna – LMGTE Am | 15 minut              |
| Czwartek, 16 marca | 18:55   | Sesja kwalifikacyjna – LMP2     | 15 minut              |
| Czwartek, 16 marca | 19:20   | Sesja kwalifikacyjna – Hypercar | 15 minut              |
| Piątek, 17 marca   | 12:00   | Wyścig                          | 1000 mil lub 8 godzin |
| Źródło             |         |                                 |                       |

## Sesje treningowe
| Klasa          | Zespół                 | Samochód                 | Czas           | Okr.           |
| Sesja pierwsza | Sesja pierwsza         | Sesja pierwsza           | Sesja pierwsza | Sesja pierwsza |
| -------------- | ---------------------- | ------------------------ | -------------- | -------------- |
| Hypercar       | #8 Toyota Gazoo Racing | Toyota GR010 Hybrid      | 1:47,649       | 30             |
| LMP2           | #63 Prema Racing       | Oreca 07                 | 1:50,074       | 27             |
| LMGTE Am       | #85 Iron Dames         | Porsche 911 RSR-19       | 1:59,028       | 24             |
| Sesja druga    |                        |                          |                |                |
| Hypercar       | #7 Toyota Gazoo Racing | Toyota GR010 Hybrid      | 1:46,954       | 25             |
| LMP2           | #28 JOTA               | Oreca 07                 | 1:50,326       | 23             |
| LMGTE Am       | #57 Kessel Racing      | Ferrari 488 GTE Evo      | 1:58,845       | 20             |
| Sesja trzecia  |                        |                          |                |                |
| Hypercar       | #7 Toyota Gazoo Racing | Toyota GR010 Hybrid      | 1:45,783       | 23             |
| LMP2           | #28 JOTA               | Oreca 07                 | 1:50,128       | 20             |
| LMGTE Am       | #98 NorthWest AMR      | Aston Martin Vantage AMR | 1:59,030       | 22             |

## Kwalifikacje
Pole position w każdej kategorii oznaczone jest pogrubieniem.
| Poz.   | Klasa    | Zespół                        | Kierowca              | Czas     | Strata   | Poz. s. |
| ------ | -------- | ----------------------------- | --------------------- | -------- | -------- | ------- |
| 1      | Hypercar | #50 Ferrari AF Corse          | Antonio Fuoco         | 1:45,067 | —        | 1       |
| 2      | Hypercar | #8 Toyota Gazoo Racing        | Brendon Hartley       | 1:45,281 | +0,214s  | 2       |
| 3      | Hypercar | #7 Toyota Gazoo Racing        | Kamui Kobayashi       | 1:45,548 | +0,481s  | 3       |
| 4      | Hypercar | #51 Ferrari AF Corse          | Alessandro Pier Guidi | 1:45,874 | +0,807s  | 4       |
| 5      | Hypercar | #2 Cadillac Racing            | Alex Lynn             | 1:46,082 | +1,015s  | 5       |
| 6      | Hypercar | #6 Porsche Penske Motorsport  | Kévin Estre           | 1:47,193 | +2,126s  | 6       |
| 7      | Hypercar | #5 Porsche Penske Motorsport  | Michael Christensen   | 1:47,210 | +2,143s  | 7       |
| 8      | Hypercar | #94 Peugeot TotalEnergies     | Loïc Duval            | 1:47,455 | +2,388s  | 8       |
| 9      | Hypercar | #93 Peugeot TotalEnergies     | Mikkel Jensen         | 1:48,205 | +3,138s  | 9       |
| 10     | Hypercar | #708 Glickenhaus Racing       | Olivier Pla           | 1:49,164 | +4,097s  | 10      |
| 11     | Hypercar | #4 Floyd Vanwall Racing Team  | Tom Dillmann          | 1:49,329 | +4,262s  | 11      |
| 12     | LMP2     | #23 United Autosports         | Oliver Jarvis         | 1:49,974 | +4,907s  | 12      |
| 13     | LMP2     | #28 Jota                      | Pietro Fittipaldi     | 1:50,067 | +5,000s  | 13      |
| 14     | LMP2     | #31 Team WRT                  | Robin Frijns          | 1:50,155 | +5,088s  | 14      |
| 15     | LMP2     | #36 Alpine Elf Team           | Matthieu Vaxivière    | 1:50,174 | +5,107s  | 15      |
| 16     | LMP2     | #48 Hertz Team Jota           | Yifei Ye              | 1:50,218 | +5,151s  | 16      |
| 17     | LMP2     | #41 Team WRT                  | Robert Kubica         | 1:50,291 | +5,224s  | 17      |
| 18     | LMP2     | #22 United Autosports         | Philip Hanson         | 1:50,408 | +5,341s  | 18      |
| 19     | LMP2     | #9 Prema Racing               | Andrea Caldarelli     | 1:50,417 | +5,350s  | 19      |
| 20     | LMP2     | #10 Vector Sport              | Gabriel Aubry         | 1:50,710 | +5,643s  | 20      |
| 21     | LMP2     | #63 Prema Racing              | Mirko Bortolotti      | 1:50,726 | +5,659s  | 21      |
| 22     | LMP2     | #34 Inter Europol Competition | Albert Costa          | 1:50,889 | +5,822s  | 22      |
| 23     | LMP2     | #35 Alpine Elf Team           | André Negrão          | 1:51,284 | +6,217s  | 23      |
| 24     | LMGTE Am | #85 Iron Dames                | Sarah Bovy            | 1:58,949 | +13,882s | 24      |
| 25     | LMGTE Am | #33 Corvette Racing           | Ben Keating           | 1:59,345 | +14,278s | 25      |
| 26     | LMGTE Am | #25 ORT by TF                 | Ahmad Al Harthy       | 1:59,657 | +14,590s | 26      |
| 27     | LMGTE Am | #83 Richard Mille AF Corse    | Luis Perez Companc    | 1:59,733 | +14,666s | 27      |
| 28     | LMGTE Am | #21 AF Corse                  | Stefano Costantini    | 1:59,992 | +14,925s | 28      |
| 29     | LMGTE Am | #56 Project 1 – AO            | P.J. Hyett            | 2:00,588 | +15,521s | 29      |
| 30     | LMGTE Am | #57 Kessel Racing             | Takeshi Kimura        | 2:00,591 | +15,524s | 30      |
| 31     | LMGTE Am | #98 NorthWest AMR             | Paul Dalla Lana       | 2:00,807 | +15,740s | 31      |
| 32     | LMGTE Am | #777 D'Station Racing         | Satoshi Hoshino       | 2:00,941 | +15,874s | 32      |
| 33     | LMGTE Am | #54 AF Corse                  | Thomas Flohr          | 2:01,041 | +15,974s | 33      |
| 34     | LMGTE Am | #77 Dempsey – Proton Racing   | Christian Ried        | 2:01,054 | +15,987s | 34      |
| 35     | LMGTE Am | #86 GR Racing                 | Michael Wainwright    | 2:02,588 | +17,521s | 35      |
| 36     | LMGTE Am | #60 Iron Lynx                 | Claudio Schiavoni     | 2:02,820 | +17,753s | 36      |
| Źródła |          |                               |                       |          |          |         |

## Wyścig

### Wyniki
Minimum do bycia sklasyfikowanym (70 procent dystansu pokonanego przez zwycięzców wyścigu) wyniosło 167 okrążeń. Zwycięzcy klas są oznaczeni pogrubieniem.
| Poz.              | Klasa    | Zespół                        | Kierowcy                                                    | Samochód                 | Opony | Okr. | Czas/Strata   |
| ----------------- | -------- | ----------------------------- | ----------------------------------------------------------- | ------------------------ | ----- | ---- | ------------- |
| 1                 | Hypercar | #7 Toyota Gazoo Racing        | Mike Conway Kamui Kobayashi José María López                | Toyota GR010 Hybrid      | M     | 239  | 8:00:19,877   |
| 2                 | Hypercar | #8 Toyota Gazoo Racing        | Sébastien Buemi Brendon Hartley Ryō Hirakawa                | Toyota GR010 Hybrid      | M     | 239  | +2,168        |
| 3                 | Hypercar | #50 Ferrari AF Corse          | Antonio Fuoco Miguel Molina Nicklas Nielsen                 | Ferrari 499P             | M     | 237  | +2 okrążenia  |
| 4                 | Hypercar | #2 Cadillac Racing            | Earl Bamber Alex Lynn Richard Westbrook                     | Cadillac V-Series.R      | M     | 237  | +2 okrążenia  |
| 5                 | Hypercar | #5 Porsche Penske Motorsport  | Dane Cameron Michael Christensen Frédéric Makowiecki        | Porsche 963              | M     | 235  | +4 okrążenia  |
| 6                 | Hypercar | #6 Porsche Penske Motorsport  | Kévin Estre André Lotterer Laurens Vanthoor                 | Porsche 963              | M     | 235  | +4 okrążenia  |
| 7                 | LMP2     | #48 Hertz Team JOTA           | David Beckmann Yifei Ye William Stevens                     | Oreca 07                 | G     | 230  | +9 okrążeń    |
| 8                 | LMP2     | #22 United Autosports         | Frederick Lubin Philip Hanson Filipe Albuquerque            | Oreca 07                 | G     | 230  | +9 okrążeń    |
| 9                 | LMP2     | #63 Prema Racing              | Doriane Pin Mirko Bortolotti Daniił Kwiat                   | Oreca 07                 | G     | 230  | +9 okrążeń    |
| 10                | LMP2     | #34 Inter Europol Competition | Jakub Śmiechowski Fabio Scherer Albert Costa                | Oreca 07                 | G     | 230  | +9 okrążeń    |
| 11                | LMP2     | #41 Team WRT                  | Rui Andrade Robert Kubica Louis Delétraz                    | Oreca 07                 | G     | 230  | +9 okrążeń    |
| 12                | LMP2     | #28 JOTA                      | David Heinemeier Hansson Pietro Fittipaldi Oliver Rasmussen | Oreca 07                 | G     | 230  | +9 okrążeń    |
| 13                | LMP2     | #31 Team WRT                  | Sean Gelael Ferdinand Habsburg Robin Frijns                 | Oreca 07                 | G     | 230  | +9 okrążeń    |
| 14                | LMP2     | #9 Prema Racing               | Filip Ugran Bent Viscaal Andrea Caldarelli                  | Oreca 07                 | G     | 229  | +10 okrążeń   |
| 15                | Hypercar | #51 Ferrari AF Corse          | Alessandro Pier Guidi James Calado Antonio Giovinazzi       | Ferrari 499P             | M     | 228  | +11 okrążeń   |
| 16                | LMP2     | #36 Alpine Elf Team           | Matthieu Vaxivière Julien Canal Charles Milesi              | Oreca 07                 | G     | 228  | +11 okrążeń   |
| 17                | LMGTE Am | #33 Corvette Racing           | Ben Keating Nicolás Varrone Nicky Catsburg                  | Chevrolet Corvette C8.R  | M     | 221  | +18 okrążeń   |
| 18                | LMGTE Am | #77 Dempsey – Proton Racing   | Christian Ried Mikkel Pedersen Julien Andlauer              | Porsche 911 RSR-19       | M     | 219  | +20 okrążeń   |
| 19                | LMGTE Am | #57 Kessel Racing             | Takeshi Kimura Scott Huffaker Daniel Serra                  | Ferrari 488 GTE Evo      | M     | 219  | +20 okrążeń   |
| 20                | LMGTE Am | #21 AF Corse                  | Stefano Costantini Simon Mann Ulysse de Pauw                | Ferrari 488 GTE Evo      | M     | 219  | +20 okrążeń   |
| 21                | LMGTE Am | #54 AF Corse                  | Thomas Flohr Francesco Castellacci Davide Rigon             | Ferrari 488 GTE Evo      | M     | 219  | +20 okrążeń   |
| 22                | LMGTE Am | #60 Iron Lynx                 | Claudio Schiavoni Matteo Cressoni Alessio Picariello        | Porsche 911 RSR-19       | M     | 219  | +20 okrążeń   |
| 23                | LMGTE Am | #86 GR Racing                 | Michael Wainwright Riccardo Pera Benjamin Barker            | Porsche 911 RSR-19       | M     | 218  | +21 okrążeń   |
| 24                | LMGTE Am | #85 Iron Dames                | Sarah Bovy Michelle Gatting Rahel Frey                      | Porsche 911 RSR-19       | M     | 218  | +21 okrążeń   |
| 25                | LMP2     | #10 Vector Sport              | Ryan Cullen Matthias Kaiser Gabriel Aubry                   | Oreca 07                 | G     | 218  | +21 okrążeń   |
| 26                | LMGTE Am | #25 ORT by TF                 | Ahmad Al Harthy Michael Dinan Charlie Eastwood              | Aston Martin Vantage AMR | M     | 217  | +22 okrążenia |
| 27                | LMGTE Am | #777 D'Station Racing         | Satoshi Hoshino Casper Stevenson Tomonobu Fujii             | Aston Martin Vantage AMR | M     | 217  | +22 okrążenia |
| 28                | LMGTE Am | #98 NorthWest AMR             | Paul Dalla Lana Axcil Jefferies Nicki Thiim                 | Aston Martin Vantage AMR | M     | 216  | +23 okrążenia |
| 29                | LMGTE Am | #56 Project 1 – AO            | P.J. Hyett Gunnar Jeannette Matteo Cairoli                  | Porsche 911 RSR-19       | M     | 215  | +24 okrążenia |
| 30                | Hypercar | #4 Floyd Vanwall Racing Team  | Tom Dillmann Esteban Guerrieri Jacques Villeneuve           | Vanwall Vandervell 680   | M     | 215  | +24 okrążenia |
| 31                | Hypercar | #93 Peugeot TotalEnergies     | Paul di Resta Mikkel Jensen Jean-Éric Vergne                | Peugeot 9X8              | M     | 213  | +26 okrążeń   |
| Niesklasyfikowani |          |                               |                                                             |                          |       |      |               |
|                   | Hypercar | #94 Peugeot TotalEnergies     | Loïc Duval Gustavo Menezes Nico Müller                      | Peugeot 9X8              | M     | 141  |               |
|                   | LMP2     | #35 Alpine Elf Team           | André Negrão Memo Rojas Olli Caldwell                       | Oreca 07                 | G     | 139  |               |
|                   | LMP2     | #23 United Autosports         | Josh Pierson Tom Blomqvist Oliver Jarvis                    | Oreca 07                 | G     | 91   |               |
|                   | Hypercar | #708 Glickenhaus Racing       | Romain Dumas Ryan Briscoe Olivier Pla                       | Glickenhaus 007 LMH      | M     | 62   |               |
|                   | LMGTE Am | #83 Richard Mille AF Corse    | Luis Perez Companc Lilou Wadoux Alessio Rovera              | Ferrari 488 GTE Evo      | M     | 4    |               |

### Statystyki

#### Najszybsze okrążenie
| Klasa    | Kierowca               | Zespół          | Czas     | Okr. |
| -------- | ---------------------- | --------------- | -------- | ---- |
| Hypercar | #8 Toyota Gazoo Racing | Sébastien Buemi | 1:47,885 | 31   |
| LMP2     | #36 Alpine Elf Team    | Charles Milesi  | 1:51,406 | 144  |
| LMGTE Am | #57 Kessel Racing      | Daniel Serra    | 1:59,143 | 204  |
| Źródło   |                        |                 |          |      |